# Takanori Maeno
Takanori Maeno (født 14. april 1988) er en japansk fodboldspiller, som spiller for den japanske fodboldklub Ehime FC.